# J. Ring-Andersen Skibsværft

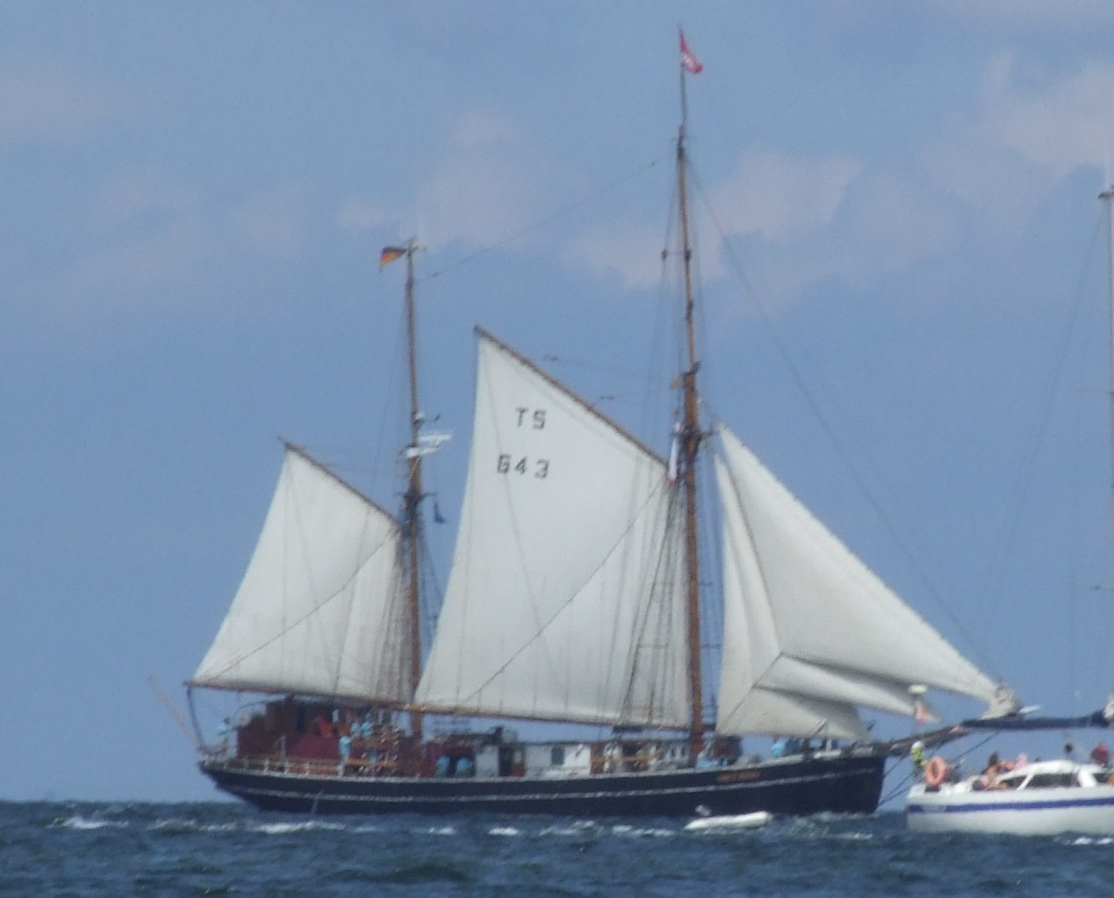
Die Seute Deern (ex-Havet; Stapellauf 1939)

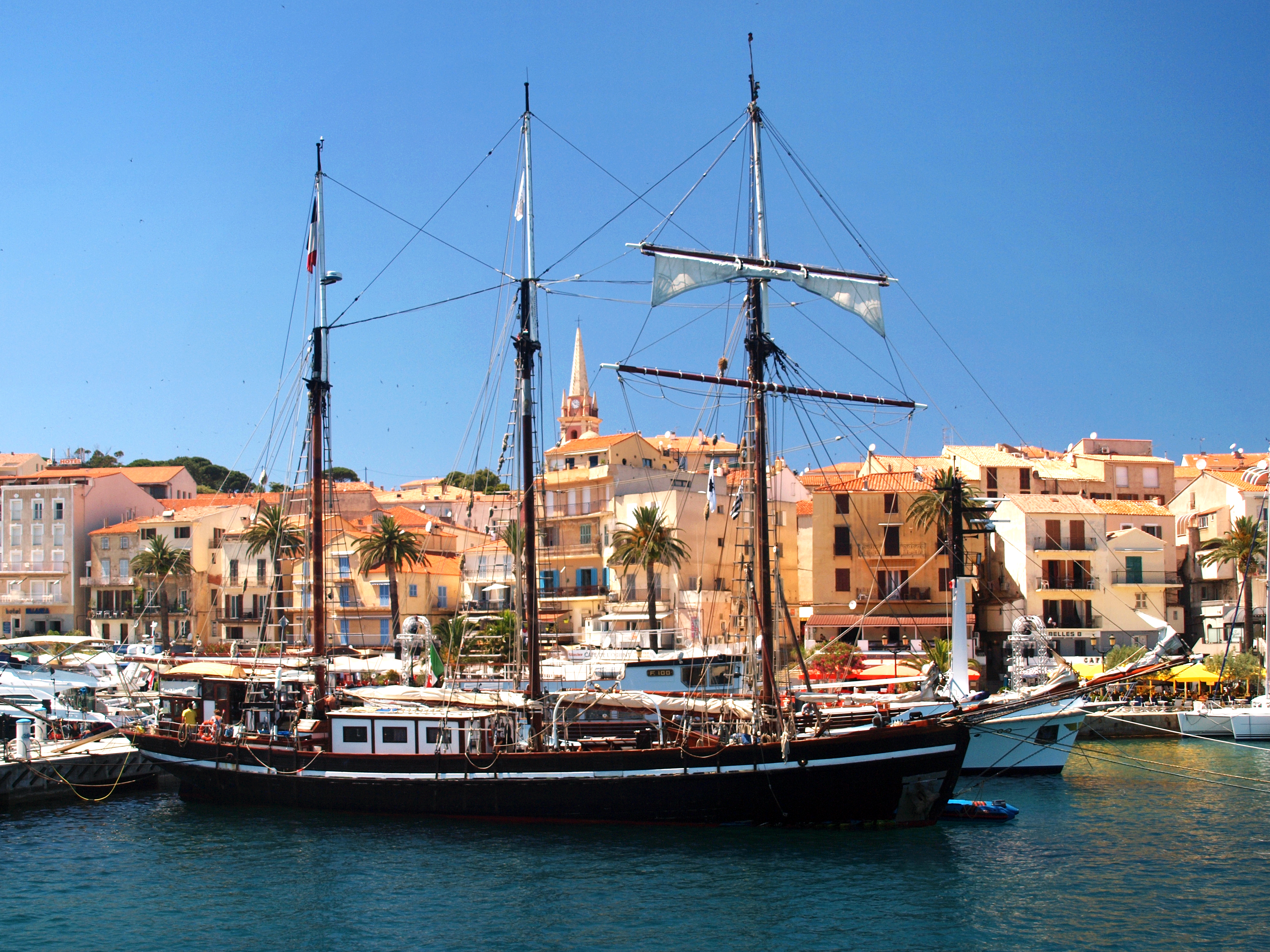
Die französische Bel Espoir II (ex-Nette S, Stapellauf 1944)

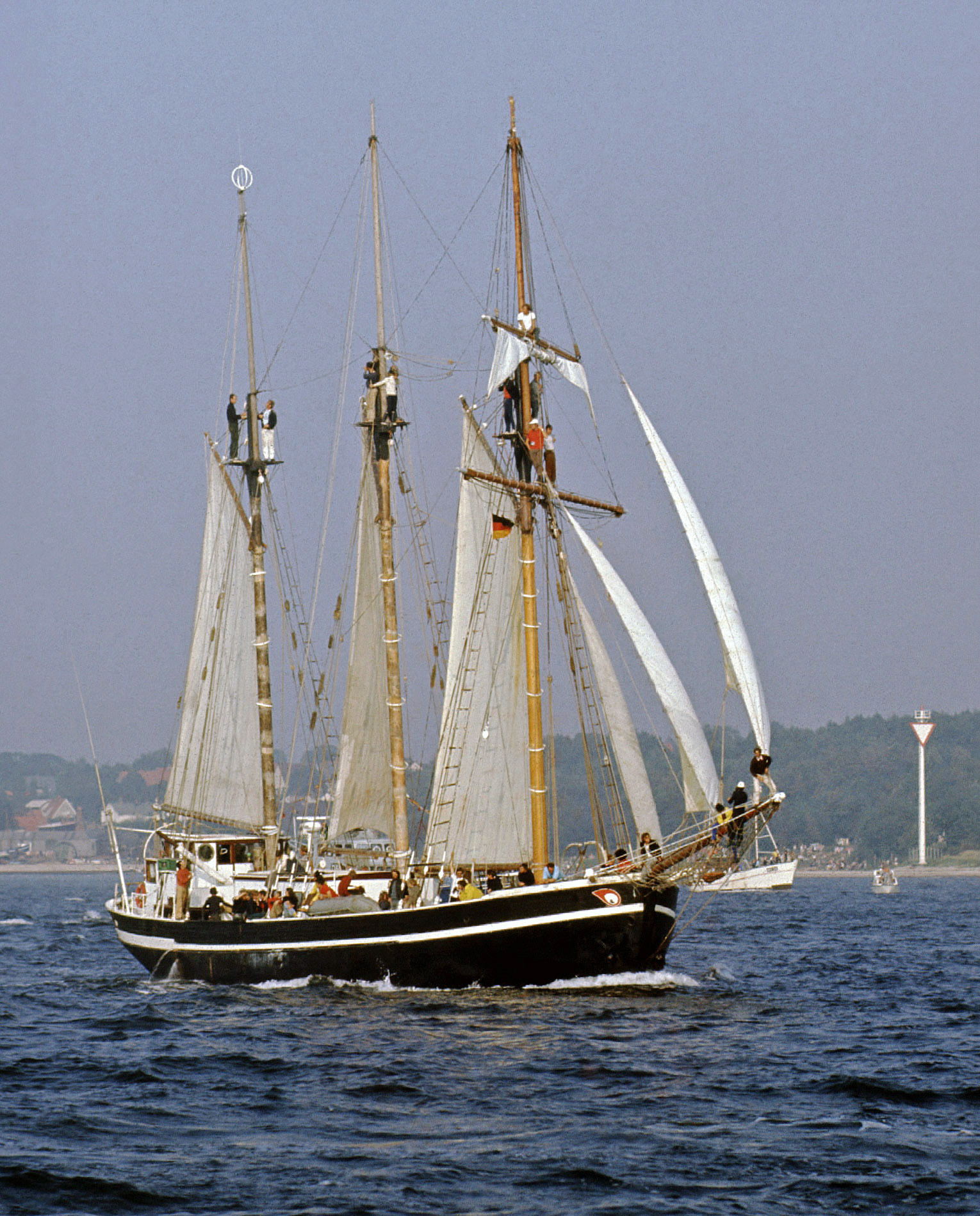
Die Bel Espoir II unter Segeln 1972 in Kiel

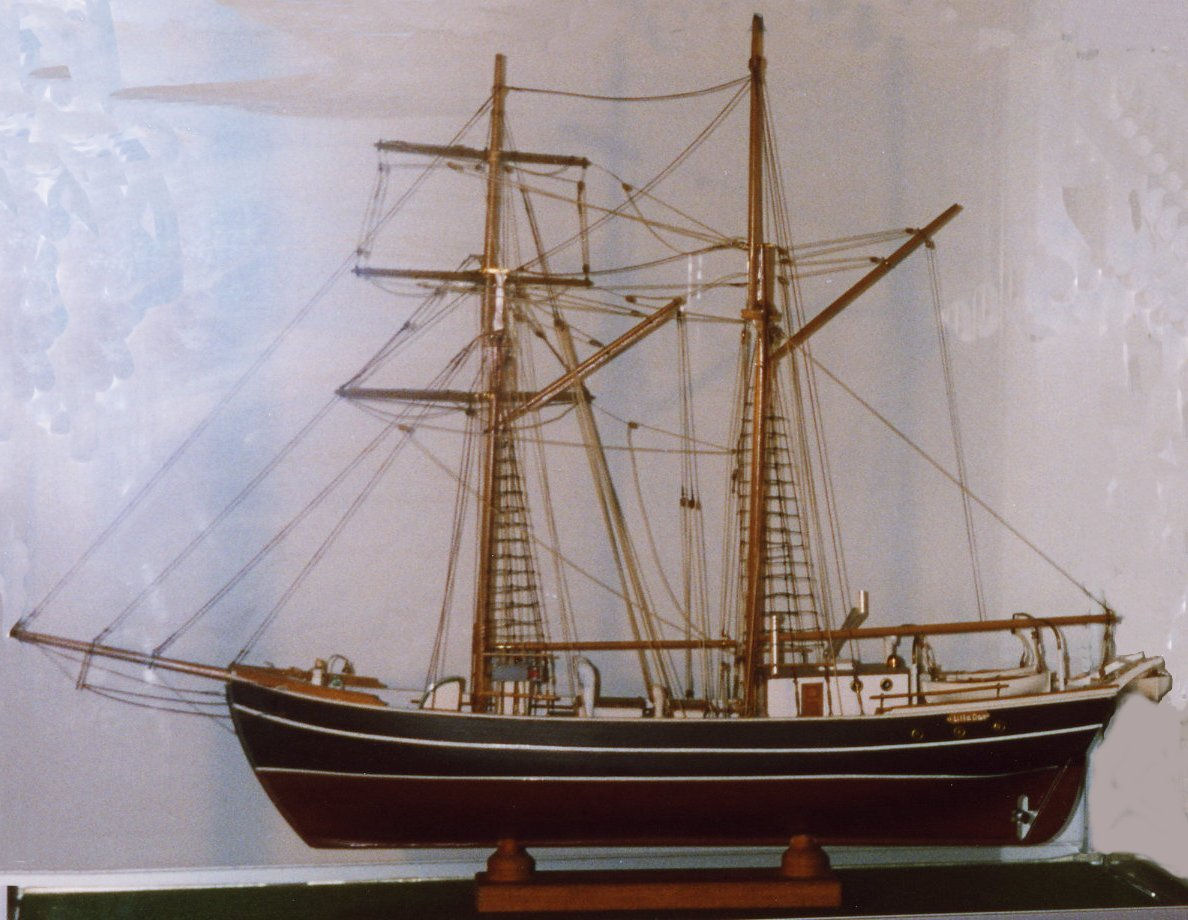
Modell der Lilla Dan (Stapellauf der echten Lilla Dan 1951)

Die J. Ring-Andersen Skibsværft, kurz oft Ring-Andersen, auf der Insel Frederiksø in Svendborg, besteht seit 1867 und gilt als eine der ältesten und als bekannteste dänische Holzschiffswerft.
Nach eigenen Angaben führt sie Renovierungen alter Holzschiffe (Holz und Stahl), Reparaturen und Neubauten durch. In den letzten Jahren wurde jedoch kein Neubau aufgelegt (Stand 2016). Die Werft verfügt nach eigenen Angaben über zwei Hellinge von 150 und 350 Tonnen und ein Schwimmdock für 1000 Tonnen (Stand 2015).

## Geschichte
Die Werft wurde am 15. März 1867 von dem Schiffbauer Jørgen Ring-Andersen als Holzschiffswerft in Svendborg gegründet. Nachdem auf der Ursprungswerft einige Erfahrungen im Eisenschiffbau gemacht worden waren, wurde zusätzlich 1907 die Ring Andersens Staalskibsværft gegründet, um dort ausschließlich Stahlschiffbau zu betreiben.
Nach dem Tod des Werftgründers im Jahr 1901 gelangte die Werft in die Hände seines Sohnes Johannes Ring-Andersen. Weitere Inhaber waren ab 1964 Jørgen Ring-Andersen und Peter Ring-Andersen ab 1987.
Seit der Zeit ihres Bestehens entstanden zahlreiche verschiedene Schiffstypen auf der über Jahrzehnte erfolgreichen Werft. Der Schwerpunkt lag dabei immer auf traditionell gebauten hölzernen Segelschiffen. In den Jahren 1867 bis 1976 entstanden 198 Schiffe auf der Werft.
Das Unternehmen machte sich einen Namen mit dem Bau einer Reihe bekannter Segelschiffe. So war der Schoner Olga, auf dem ab 1935 – nun unter dem Namen Hanseat – Freizeitfahrten der NS-Organisation Kraft durch Freude durchgeführt wurden, 1899 von Ring Andersen gebaut worden.
1924 lief das heute noch unter dänischer Flagge im Svendborgsund fahrende Motorschiff Helge vom Stapel. In Deutschland dürfte heute der Ring-Andersen-Bau Seute Deern (ex-Havet), der als letztes Schulschiff der deutschen Handelsmarine diente und noch heute für Clipper segelt, am bekanntesten sein.
Spätere, noch erhaltene Schiffe sind die heute französische Bel Espoir II (ex-Nette S, ursprünglich ein Dreimastschoner, heute ein Dreimasttoppsegelschoner, 1944), die dänische Carene Star (Dreimasttoppsegelschoner, 1945), die dänische Lilla Dan (Zweimasttoppsegelschoner, 1951) oder die Activ (ex-Mona, Dreimasttoppsegelschoner, 1951) aus London.
Darüber hinaus werden viele Schiffe auf der Werft umfangreich restauriert, wie 1975 die Fulvia af Anholt, oder suchen sie regelmäßig im Winter zu Instandhaltungsarbeiten auf, so etwa die Dreimastschoner Amphitrite oder Albatros.

## Belege
1. 1 2  Anzeige der Werft, u. a. in der Gratisbroschüre „Maritime Erlebnisse 2016. Kurs auf Fünens Küsten.“ (Auflage: 45.000; Redaktionsschluss 6. Februar 2015) des Maritimt Center Danmark / SvendborgEvent, www.maritimecenter.dk
2. ↑  Expose der Fulvia af Anhalt (Memento des Originals vom 1. Dezember 2017 im Internet Archive)  Info: Der Archivlink wurde automatisch eingesetzt und noch nicht geprüft. Bitte prüfe Original- und Archivlink gemäß Anleitung und entferne dann diesen Hinweis. auf www.fulvia-af-anholt.de (PDF; 70 kB), abgerufen am 11. Oktober 2015.